# Theodor Svedberg
Theodor H.E. (The) Svedberg (Valbo (bij Gävle), 30 augustus 1884 – Kopparberg, 25 februari 1971) was een Zweedse scheikundige. Hij deed veel onderzoek naar colloïden, brownse beweging en diffusiesnelheid. In 1926 ontving hij de Nobelprijs voor de Scheikunde. Zijn naam is verbonden aan de Svedberg-eenheid, de sedimentatiesnelheid per massa-eenheid.

## Biografie
Svedberg werd geboren in Fleräng, nabij Valbo, als enig kind van de fabrieksmanager Elias Svedberg en Augusta Alstermark. In 1904 begon Theodor aan een studie aan de Universiteit van Uppsala om een jaar later reeds voor zijn kandidaatsexamen te slagen. In 1907 behaalde hij zijn filosofielicentiaat en in 1908 slaagde hij voor zijn doctoraalexamen. Zijn proefschrift met de titel Studien zur Lehre von den kolloiden Lösungen betrof een nieuwe manier om colloïdale deeltjes te meten. Tevens leverde het daarbij overtuigend bewijs voor de theorie van Einstein en Smoluchowski over de brownse beweging en het bestaan van moleculen.
Vanaf 1907 was hij aan de universiteit werkzaam als docent en van 1912 tot 1948 was hij er hoogleraar in de fysische scheikunde. In 1913 werd Svedberg lid van de Koninklijke Zweedse Academie van Wetenschappen. Aan de Universiteit van Uppsala zette hij zijn onderzoek naar colloïden voort. Hij vond dat gaswetten konden worden toegepast op disperse (verspreide) systemen.
In 1923 nam hij sabbaticaljaar vrijaf en accepteerde hij een gasthoogleraarschap aan de Universiteit van Wisconsin, waar hij doceerde en onderzoek verrichtte naar centrifuge, elektroforese en diffusie van colloïden. Samen met J. Burton Nichols ontwikkelde hij er de eerste ultracentrifuge. Die haalde 160.000 omwentelingen per minuut en kon een kracht uitoefenen van ruim een miljoen keer de zwaartekracht. Het apparaat bleek een krachtig hulpmiddel te zijn voor het scheiden van vloeistoffen.
Samen met zijn onderzoeksassistent Arne Tiselius ontwikkelde Svedberg tussen 1930 en 1937 elektroforese, een methode om substanties met een elektrisch veld te scheiden en de moleculaire structuur ervan te analyseren.
Svedberg was viermaal gehuwd, eerst met Andrea Andreen (1909), vervolgens met Jan Frodi (1916), Ingrid Blomquist (1938) en Margit Hallén (1948). In totaal had hij zes dochters en zes zonen.

## Erkenning
Naast de Nobelprijs voor de Scheikunde in 1926 werd Svedberg ook onderscheiden met de John Ericsson Medal (1942), de Berzelius-medaille (1944) van de Koninklijke Zweedse Academie en de Benjamin Franklin Medal (1949) van het Franklin Instituut. Ook ontving hij vele eredoctoraten, waaronder een van de Rijksuniversiteit Groningen (1914). De toekenning van de Nobelprijs aan Svedberg gaf de Zweedse wetenschap een boost en leidde direct tot de oprichting in 1930 van het Instituut van Fysische Chemie in Uppsala, waarvan hij in 1931 tot directeur werd benoemd.
1901: Van 't Hoff ·
1902: E. Fischer ·
1903: Arrhenius ·
1904: Ramsay ·
1905: Baeyer ·
1906: Moissan ·
1907: Buchner ·
1908: Rutherford ·
1909: Ostwald ·
1910: Wallach ·
1911: Curie ·
1912: Grignard, Sabatier ·
1913: Werner ·
1914: Richards ·
1915: Willstätter ·
1918: Haber ·
1920: Nernst ·
1921: Soddy ·
1922: Aston ·
1923: Pregl ·
1925: Zsigmondy ·
1926: Svedberg ·
1927: Wieland ·
1928: Windaus ·
1929: Harden, Euler-Chelpin ·
1930: H. Fischer · 
1931: Bosch, Bergius ·
1932: Langmuir ·
1934: Urey ·
1935: F. Joliot-Curie, I. Joliot-Curie ·
1936: Debye ·
1937: Haworth, Karrer ·
1938: Kuhn ·
1939: Butenandt, Ružička ·
1943: Hevesy · 
1944: Hahn ·
1945: Virtanen ·
1946: Sumner, Northrop, Stanley ·
1947: Robinson · 
1948: Tiselius · 
1949: Giauque ·
1950: Diels, Alder ·
1951: McMillan, Seaborg ·
1952: Martin, Synge ·
1953: Staudinger ·
1954: Pauling ·
1955: Vigneaud ·
1956: Hinshelwood, Semjonov ·
1957: Todd ·
1958: Sanger ·
1959: Heyrovský ·
1960: Libby ·
1961: Calvin ·
1962: Perutz, Kendrew ·
1963: Ziegler, Natta ·
1964: Hodgkin ·
1965: Woodward ·
1966: Mulliken ·
1967: Eigen, Norrish, Porter ·
1968: Onsager ·
1969: Barton, Hassel ·
1970: Leloir ·
1971: Herzberg ·
1972: Anfinsen, Moore, Stein · 
1973: E.O. Fischer, Wilkinson · 
1974: Flory ·
1975: Cornforth, Prelog ·
1976: Lipscomb ·
1977: Prigogine · 
1978: Mitchell ·
1979: Brown, Wittig ·
1980: Berg, Gilbert, Sanger ·
1981: Fukui, Hoffmann ·
1982: Klug ·
1983: Taube ·
1984: Merrifield ·
1985: Hauptman, Karle ·
1986: Herschbach, Lee, Polanyi ·
1987: Cram, Lehn, Pedersen ·
1988: Deisenhofer, Huber, Michel ·
1989: Altman, Cech ·
1990: Corey ·
1991: Ernst ·
1992: Marcus ·
1993: Mullis, Smith ·
1994: Olah ·
1995: Crutzen, Molina, Rowland ·
1996: Curl, Kroto, Smalley ·
1997: Boyer, Walker, Skou ·
1998: Kohn, Pople ·
1999: Zewail ·
2000: Heeger, MacDiarmid, Shirakawa ·
2001: Knowles, Noyori, Sharpless ·
2002: Fenn, Tanaka, Wüthrich ·
2003: Agre, MacKinnon ·
2004: Ciechanover, Hershko, Rose ·
2005: Grubbs, Schrock, Chauvin ·
2006: Kornberg ·
2007: Ertl ·
2008: Shimomura, Chalfie, Tsien ·
2009: Steitz, Yonath, Ramakrishnan ·
2010: Heck, Negishi, Suzuki ·
2011: Shechtman ·
2012: Kobilka, Lefkowitz ·
2013: Karplus, Levitt, Warshel ·
2014: Betzig, Hell, Moerner ·
2015: Lindahl, Modrich, Sancar ·
2016: Sauvage, Stoddart, Feringa ·
2017: Dubochet, Frank, Henderson · 
2018: Arnold, Winter, Smith ·   
2019: Goodenough, Whittingham, Yoshino ·
2020: Charpentier, Doudna ·
2021: List, MacMillan ·
2022: Bertozzi, Meldal, Sharpless ·
2023: Bawendi, Brus, Jekimov ·
2024: Baker, Hassabis, Jumper